# Xương sàng
Xương sàng là một xương lẻ thuộc khối xương sọ ngăn cách khoang mũi và não. Xương này nằm tại trần của ổ mũi, giữa hai ổ mắt. Xương sàng có khối lượng nhẹ do cấu trúc dạng bọt biển. Đây là một trong những xương tạo nên ổ mắt.